# Lipotriches parca
Lipotriches parca är en biart som först beskrevs av Kohl 1906.  Lipotriches parca ingår i släktet Lipotriches och familjen vägbin. Inga underarter finns listade i Catalogue of Life.